# اتاق فرما
اتاق فرما (اسپانیایی: La habitación de Fermat‎) فیلمی اسپانیایی در سبک تریلر است که در سال ۲۰۰۷ منتشر شد. از بازیگران آن می‌توان به آله‌خو سائوراس، لوئیس امار، و فدریکو لوپی اشاره کرد.

## داستان
چهار ریاضیدان که یکدیگر را نمی‌شناسند توسط میزبانی مرموز برای حل یک معما دور هم جمع می‌شوند. آنها متوجه می‌شوند اتاقی که در آن گرفتار شده‌اند در حال کوچک شدن است و اگر نتوانند معما را به موقع حل کنند کشته خواهند شد…